# Siebe Schrijvers
Siebe Schrijvers (Lommel, 1996. július 18. –) belga korosztályos válogatott labdarúgó, aki a belga Club Brugge játékosa.

## Pályafutása

### Genk
A belga kupában debütált a KRC Genk színeiben a Royale Union Saint-Gilloise csapata ellen Jelle Vossen cseréjeként, majd nem sokkal később gólpasszt adott Bennard Yao Kumordzi-nak. Siebe-t tartják a Belgiumban az egyik legnagyobb tehetségnek. Több külföldi klub is vitte volna őt, de ő úgy döntött, hogy végig járja a Genk szamárlétráit. A korosztályos válogatott tagja.

## Statisztikája
| Klub             | Szezon           | Bajnokság                | Bajnokság | Bajnokság | Kupa  | Kupa  | UEFA  | UEFA  | Egyéb | Egyéb | Összesen | Összesen |
| Klub             | Szezon           | Osztály                  | Mérk.     | Gólok     | Mérk. | Gólok | Mérk. | Gólok | Mérk. | Gólok | Mérk.    | Gólok    |
| ---------------- | ---------------- | ------------------------ | --------- | --------- | ----- | ----- | ----- | ----- | ----- | ----- | -------- | -------- |
| Genk             | 2012–13          | Belgian First Division A | 0         | 0         | 0     | 0     | 1     | 0     | 1     | 0     | 2        | 0        |
| Genk             | 2013–14          | Belgian First Division A | 5         | 1         | 0     | 0     | 3     | 0     | 8     | 1     | 16       | 2        |
| Genk             | 2014–15          | Belgian First Division A | 27        | 5         | 1     | 0     | 0     | 0     | 5     | 0     | 33       | 5        |
| Genk             | 2015–16          | Belgian First Division A | 11        | 0         | 3     | 0     | 0     | 0     | 0     | 0     | 14       | 0        |
| Genk             | 2016–17          | Belgian First Division A | 8         | 1         | 1     | 0     | 6     | 0     | 10    | 3     | 25       | 4        |
| Genk             | 2017–18          | Belgian First Division A | 27        | 5         | 5     | 0     | 0     | 0     | 5     | 0     | 37       | 5        |
| Genk             | Összesen         | Összesen                 | 78        | 12        | 10    | 0     | 10    | 0     | 29    | 4     | 127      | 16       |
| Waasland-Beveren | 2015–16          | Belgian First Division A | 9         | 3         | 0     | 0     | 0     | 0     | 6     | 1     | 15       | 4        |
| Waasland-Beveren | 2016–17          | Belgian First Division A | 19        | 5         | 2     | 0     | 0     | 0     | 0     | 0     | 21       | 5        |
| Waasland-Beveren | Összesen         | Összesen                 | 28        | 8         | 2     | 0     | 0     | 0     | 6     | 1     | 36       | 9        |
| Club Brugge      | 2018–19          | Belgian First Division A | 32        | 12        | 1     | 0     | 4     | 0     | 1     | 0     | 38       | 12       |
| Club Brugge      | 2019–20          | Belgian First Division A | 22        | 6         | 5     | 0     | 6     | 0     | 0     | 0     | 33       | 6        |
| Club Brugge      | Összesen         | Összesen                 | 54        | 18        | 6     | 0     | 10    | 0     | 1     | 0     | 71       | 18       |
| Karrier összesen | Karrier összesen | Karrier összesen         | 123       | 28        | 13    | 0     | 13    | 0     | 36    | 5     | 185      | 33       |

## Sikerei, díjai
- KRC Genk
  - Belga kupa: 2011–13
- Club Brugge
  - Belga bajnokság: 2019–20
  - Belga szuperkupa: 2018